# Terapias Expresivas

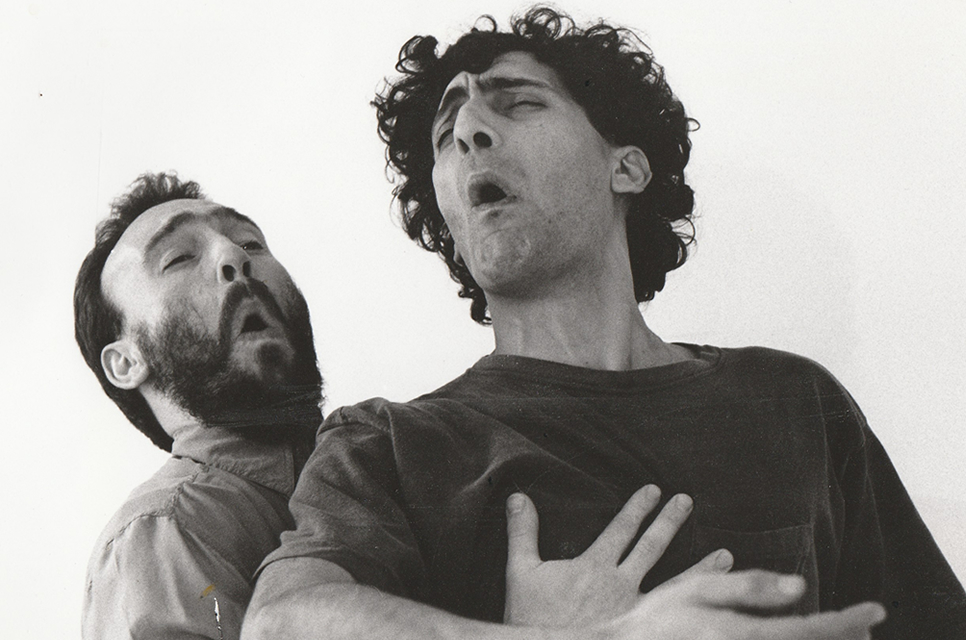
Paul Newham practicando un tipo de terapia expresiva con un paciente, 1997.

Las terapias expresivas son las técnicas artístico-creativas que se aplican en contextos terapéuticos, incluyendo disciplinas como arteterapia, danzaterapia, dramaterapia, musicoterapia y terapia narrativa.
Las terapias expresivas combinan la psicología y las artes como fundamento, para fomentar el desarrollo emocional y la rehabilitación psicológica. Se basan en la constatación de que las personas pueden sanar a través de diversas formas de expresión creativa. Los terapeutas que implementan estas técnicas, comparten la visión de que, a través de la expresión creativa y el uso de la imaginación, las personas pueden resignificar e integrar cuerpo, sentimientos, emociones y procesos de cognitivos. Se debe comprender el proceso humano y el cambio social. Se requiere el uso de la imaginación como el actuar para descubrir y clasificar experiencias, con uso de gestos y vocalización, entendiendo experiencias como recurso propio. 

## Historia
Se atribuye el mérito de ser pioneras de la utilización de las artes como intermediarias en procesos clínico-terapéuticos a Margaret Naumburg, Edith Kramer, Hanna Kwiatkowska y Elinor Ulman. Si bien todas estas científicas hicieron contribuciones significativas, Naumburg ha sido aclamada como la "Madre de la terapia de arte", por su trabajo centrado en el uso de las artes como herramienta de diagnóstico psicoanalítico. Siguió de cerca otras prácticas psicoanalíticas de la época y fue vista como la comunicación de ideas y emociones inconscientes expresadas por el paciente.

## Aproximaciones actuales
Las terapias expresivas actuales se dividen en diferentes enfoques: psicodinámico, humanista, psicotraumatológico, de aprendizaje y de desarrollo. 
El enfoque psicodinámico utiliza términos como "transferencia" y "mecanismo de defensa" para describir por qué los individuos se expresan artísticamente de la forma en que lo hacen y por qué esto se traduce en una expresión del subconsciente. El enfoque humanista es más un enfoque de psicología positiva y se define por una visión optimista de las y los seres humanos, donde los potenciales se ven expresados en la producción artística, permitiendo la regulación emocional. El enfoque psicotraumatológico orienta la experiencia artística a la simbolización y metaforización de aquello que resulta difícil de nombrar y la utiliza como recurso para la estabilización y la rehabilitación. El enfoque de aprendizaje y desarrollo se centra en las terapias expresivas como método para ayudar a las personas que tienen discapacidades físicas, emocionales y del desarrollo.

## Definición y acreditación
La Organización Nacional para las Artes en la Salud (NOAH por sus siglas en inglés), distingue las seis terapias expresivas (arteterapia, danzaterapia, dramaterapia, musicoterapia y terapia narrativa). Las intervenciones con terapias expresivas están diseñadas para incluir más de una de las formas de arte "expresivas"  (arte, danza, teatro, música, literatura). Las y los terapeutas de arte, danza/movimiento, teatro, música, narrativa y psicodrama, reciben a menudo una formación y educación intensivas para utilizar una sola modalidad en su práctica. : 6–7 
NOAH también reconoció que los términos "a menudo se usan indistintamente en el campo" y que, en cualquier caso, todos esos profesionales deberían colaborar estrechamente. : 10, 18, 22 

## Principales instituciones académicas de terapias expresivas
- California Institute of Integral Studies: Master of Arts in Conunseling Psychology with a Concentration in Expressive Arts Therapy.
- The European Graduate School Arts Health and Society Division: M.A. degrees in the fields of Expressive Arts Therapy.
- Centro de Atención, Arte y Consultoría en México (CAPAC): Diplomado en Terapias Expresivas.
- University of Saint Joseph: Expressive Therapies Certificate.